# Alasiya

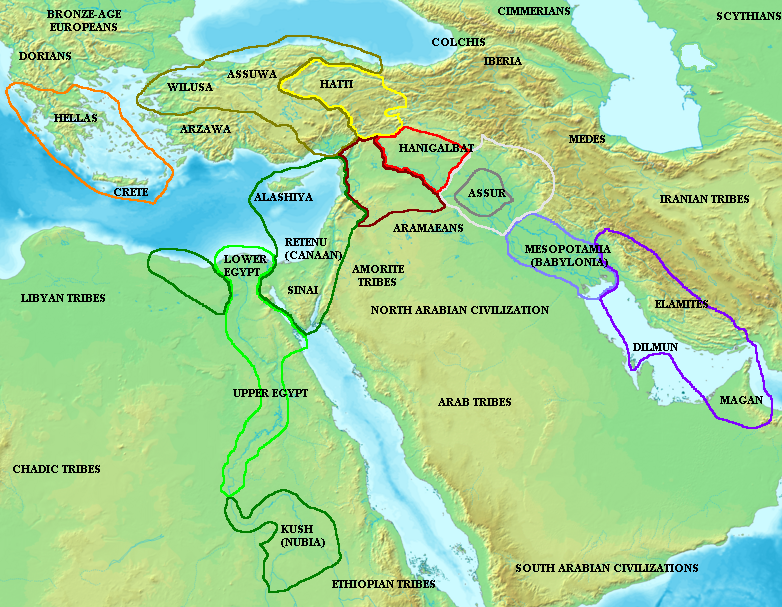
Mapa del Oriente Próximo en el Período de Amarna, donde aparece Alasiya.

Mapa de la Anatolia hitita donde aparece Alasiya.

Alasiya o Alashiya fue un reino del Mediterráneo Oriental durante el segundo milenio  a. C., casi con seguridad ubicado en la isla de Chipre, que destacó por su importancia comercial y como fuente de valiosas materias primas. Desapareció de la historia tras los tumultos de los "pueblos del mar", cuando fue invadido y ocupado por invasores cuya identidad aún no ha sido resuelta.

## Localización
De los documentos egipcios y de otros reinos de la región, es posible deducir que Alasiya fue un importante suministrador de cobre, situado en alguna zona del mediterráneo oriental; así, aunque algunos historiadores han sugerido que Alasiya podría estar en lo que hoy es Turquía o Siria, la opinión mayoritaria se inclina por situar Alasiya en Chipre. Esta relación parece confirmada por un estudio del año 2003 que relaciona químicamente la arcilla de tablas de Alasiya encontradas en el Levante con arcilla que se encuentra en Chipre pero no en el Levante.
A pesar de que situar Alasiya en Chipre parece aceptado por la mayoría de los expertos, aún no es posible determinar si Alasiya hacia referencia a toda la isla o solo a una parte de esta; en cualquier caso, la capital de este reino se ha situado tradicionalmente en Enkomi, aunque el estudio anteriormente citado parece mostrar que la arcilla usada es propia de otras regiones chipriotas,  lo que puede significar que Enkomi no era realmente la capital de Alasiya o que esta cambió durante la historia del reino.

## Historia
Existen referencias a Alasiya en multitud de archivos de los reinos de Oriente Próximo en la antigüedad, por ejemplo, en Egipto, el Imperio hitita, Micenas o Ugarit. Estos textos tratan principalmente de los envíos de cobre y de otras mercancías (como vacas) por parte de Alasiya a cambio de recibir oro y plata. Además, es posible constatar en ellos la fortaleza política de los reyes de Alasiya, que llamaban a los faraones hermanos, algo que solo se permitían las potencias del mismo rango que Egipto.
En tiempos del rey hitita Arnuwanda I (c. 1370 a. C.), Madduwatta rey de Arzawa, se alió con Attarsiya, rey de Ahhiyawa y juntos invadieron Alasiya. A las protestas hititas Madduwatta respondió que oficialmente nunca se le comunicó que aquella fuera tierra hitita.
El texto de Madduwatta pone al tanto de las pretensiones hititas sobre Alasiya. Se han hallado también fragmentos de un tratado sobre este asunto, que entre otras cosas, obligaba a los contrayentes a vigilar a los fugitivos y exiliados políticos. Con ello se confirman las noticias dispersas sobre exilios en Alasiya, halladas en las fuentes arqueológicas de Boğazköy y Ugarit. 
Parece ser que en su etapa final el reino fue sometido definitiva e inexorablemente al dominio hitita, si los informes sobre el reinado de Tudhaliya IV son fiables. Le fue impuesto el pago de un tributo de oro y cobre. Como responsable del cumplimiento de las obligaciones contraídas se nombraba, junto al rey de Alasiya, a un comandante de la ciudad, como autoridad administrativa. A partir de entonces el país se volvió un vasallo del Imperio hitita, estrechamente dependiente de sus dictámenes.
Pocos años después de la conquista hitita, se produjeron los movimientos migratorios de los llamados "Pueblos del mar", y fue entonces cuando llegaron a Alasiya ciertos invasores navales de identidad desconocida. Aunque parece que el reino contó con ayuda de los hititas y de Ugarit para rechazarlos, todos los intentos fueron en vano.
Al sucumbir ante esa ofensiva (c. 1200 a. C.), Alasiya desaparece de la historia.